# Félix Duquesnel
Pour les articles homonymes, voir Duquesnel.
Félix Henri Duquesnel (Paris, 2 juillet 1832 - 9e arrondissement de Paris, 28 avril 1915) est un journaliste, auteur dramatique et romancier français.

## Biographie
Il fait des études au collège Rollin, puis à la Faculté de droit et s'inscrit au barreau qu'il quitte rapidement pour le journalisme. 
Journaliste à L’Illustration, à Je sais tout ou au Gaulois, parmi d'autres journaux, directeur du Théâtre de l'Odéon à partir de 1866, du Théâtre du Châtelet (avec Émile Rochard) (1880-1882), puis du Théâtre de la Porte Saint-Martin de 1884 à 1893, ses pièces ont été représentées sur les plus grandes scènes parisiennes du XIXe siècle : Théâtre Sarah-Bernhardt, Théâtre du Vaudeville, Théâtre des Capucines etc.
Il laisse une importante correspondance avec de nombreuses personnalités du XIXe siècle comme Émile Augier, Gustave Flaubert, Sainte-Beuve, Jules Sandeau, Adolphe d'Ennery, Xavier de Montépin, Jules Verne, Alexandre Dumas, George Sand
Il est un des quatre témoins du mariage d'Adolphe d'Ennery avec Clémence Desgranges le 30 mai 1881, avec Louis Poupart-Davyl, Achille Debacker et Jules Verne.
Il est inhumé au petit cimetière du Montparnasse, dans la division 26. 

## Œuvres

### Théâtre
- La Peur, comédie en 1 acte, 1903
- La Maîtresse de piano, pièce en 5 actes et 6 tableaux précédés d'un prologue, avec André Barde, 1906
- Patachon, comédie en 4 actes, avec Maurice Hennequin, 1907
- Le Cavalier Pioche, pièce en 1 acte, 1907
- La Saison russe à Paris, 1909
- Sa fille, comédie en 4 actes, avec Barde, 1911

### Romans
- Le Roman d'une fleuriste, Ollendorff , 1895
- Contes des dix mille et deux nuits, Flammarion, 1904[4]
- Le Mystère de Gaude, Calmann-Lévy, 1905
- Monsieur Roussignac, policier, Juven, 1908
- À la flamme de Paris, Fasquelle, 1910
- La Bande des habits noirs, Fasquelle, 1913

### Autres
- L'Alphabet rationnel, étude sur l'alphabétisme et la graphie de la langue française, Delagrave, 1897
- Souvenirs littéraires : George Sand, Alexandre Dumas, souvenirs intimes, Plon-Nourrit, posth., 1922[5]